# Wojna domowa w Republice Środkowoafrykańskiej
Wojna domowa w Republice Środkowoafrykańskiej – konflikt zbrojny rozpoczęty od prób obalenia prezydenta François Bozizé, co miało miejsce 24 marca 2013. Następnie za rządów puczystów pod wodzą Michela Djotodi i po jego dymisji, konflikt nabrał charakteru wojny domowej o podłożu religijnym.
Po trzech latach wojny domowej (2004–2007), 10 grudnia 2012 rebelianci z koalicji Séléka wznowili rebelię zmierzającą do obalenia prezydenta Bozizé. Wskutek kilkutygodniowych walk Séléka zajęła większość kraju i zmierzała ku stolicy. W tym momencie rolę mediatora w konflikcie podjęła Wspólnota Gospodarcza Państw Afryki Środkowej (ECCAS), z której inicjatywy 11 stycznia 2013 podpisano w Libreville porozumienie, na podstawie którego rebelianci zrezygnowali z żądania ustąpienia prezydenta, którego kadencja została ustalona do 2016. Bozizé zrekonstruował rząd, powołując na stanowisko premiera Nicolasa Tiangaye’a i Michela Djotodię jako wicepremiera. Ponadto miały zostać powołane nowe struktury armii narodowej, w składzie których znaleźć się mieli rebelianci z Seleki.
Jednak 22 marca 2013 rebelianci oskarżyli Bozizé’a o złamanie ustaleń z Libreville i ponowili natarcie na Bangi. Po trzech dniach walk zajęli stolicę, z której Bozizé uciekł przez Zongo do Demokratycznej Republiki Konga. Jeszcze tego samego dnia, czyli 24 marca 2013 lider Seleki, Michel Djotodia mianował się prezydentem kraju.
Po objęciu rządów przez Djotodię, Republika Środkowoafrykańska pogrążyła się w totalnym chaosie. Rebelianci należący do Seleki nakręcali spiralę przemocy i grabieży w kraju. Dochodziło do licznych gwałtów, morderstw na poplecznikach starej władzy oraz siłowego werbowania dzieci do organizacji militarnych. Wraz z upływem czasu ewoluował konflikt między muzułmańskimi bojownikami a chrześcijanami, którzy mobilizowali się w ramach struktur samoobrony (milicja Antybalaka).
Republika Środkowoafrykańska stała się państwem upadłym pozbawionym władzy centralnej, w którym nie obowiązywały żadne prawa, a uzbrojone oddziały partyzantów, rabusiów i lokalnych watażków dokonywały mordów, gwałtów i grabieży. W sierpniu 2013 ONZ uznała Republikę Środkowoafrykańską za państwo upadłe. Kiedy Djotodia utracił kontrolę nad Seleką, rozwiązał koalicję. Jednak krok ten nakręcił spiralę przemocy, która przerodziła się w wojnę domową między bojówkami muzułmańskimi i chrześcijańskimi z jednostek Antybalaka.
5 grudnia 2013 RB ONZ autoryzowała rezolucji nr 2127, według której połączone siły UA i Francji pod auspicjami Unii Afrykańskiej (operacja wsparcia pokoju MISCA) mają rozdzielić i rozbroić walczące strony. Rezolucja została uchwalona w czasie, kiedy w Bangi toczyła się trzydniowa bitwa, która pochłonęła niemal 500 ofiar.
10 stycznia 2014 Michael Djotodia podczas nadzwyczajnego regionalnego szczytu Wspólnoty Gospodarczej Państw Afryki Środkowej w Ndżamenie wraz z chrześcijańskim premierem Nicolasem Tiangayem podał się do dymisji. Przejściowym prezydentem kraju została Catherine Samba-Panza. Będzie pełnić obowiązki prezydenta kraju do czasów wyborów prezydenckich zaplanowanych na 2015 rok.

## Tło

### Wojna w latach 2004–2007 i jej reperkusje

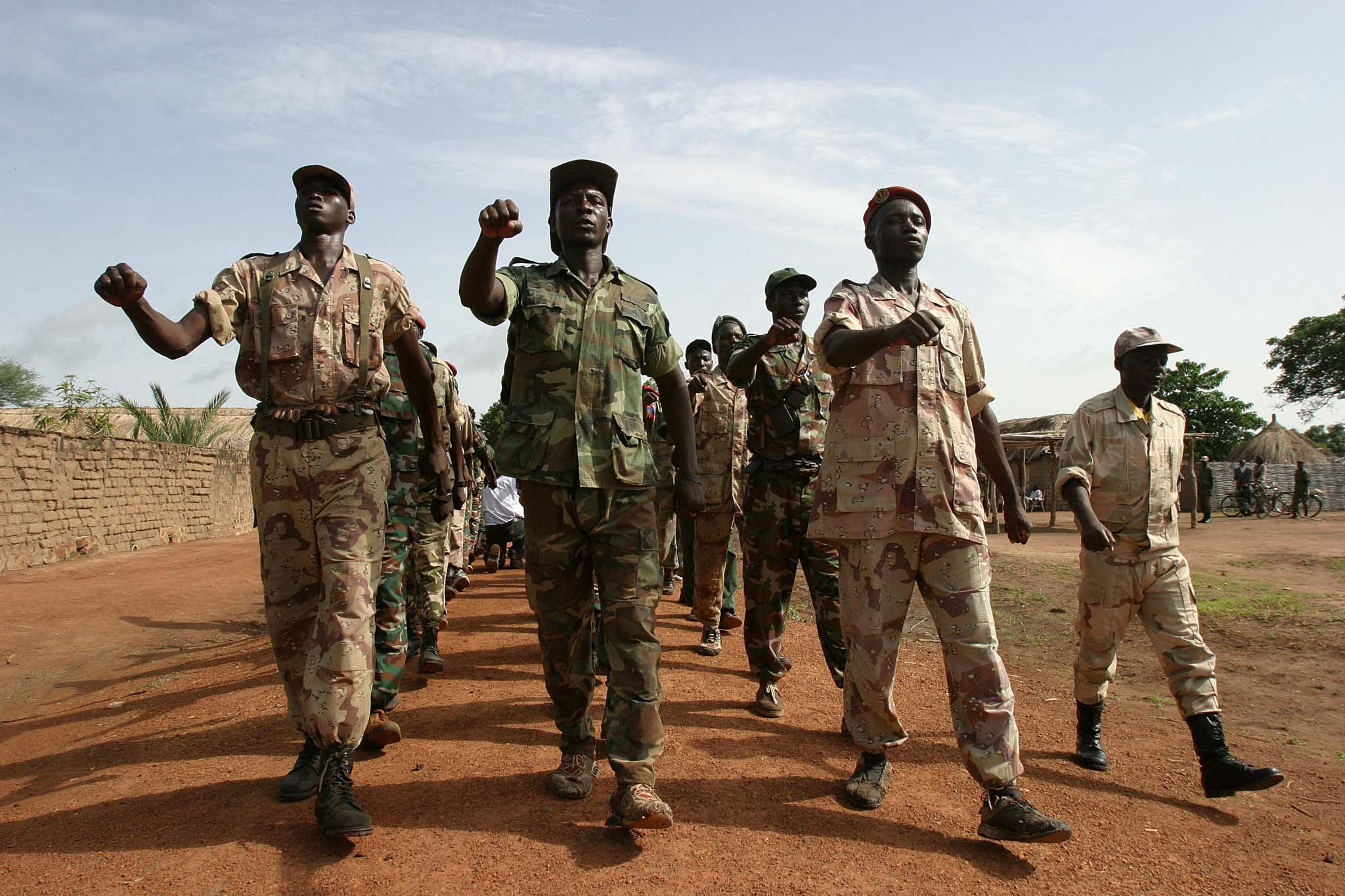
Środkowoafrykańscy rebelianci w 2007

François Bozizé doszedł do władzy w Republice Środkowoafrykańskiej w 2003 roku, po trzech latach walk i rebelii. Wkrótce po tym przeciwko nowemu przywódcy wystąpiły jednakże inne organizacje zbrojne. W latach 2004–2007 w Republice Środkowoafrykańskiej trwała wojna domowa, która pochłonęła setki cywilnych ofiar, a dziesiątki tysięcy musiały uciekać z miejsca zamieszkania. Szczególne nasilenie konfliktu nastąpiło na przełomie 2006 i 2007 roku, kiedy to partyzanci atakowali takie miasta jak Ouadda, Birao, Bria, Ndele. W grudniu 2006 interweniowało czadyjskie wojsko, które było wówczas w stanie wojny z Sudanem.
Konflikt zakończył się porozumieniem pokojowym podpisanym 13 kwietnia 2007 w Birao. Na jego mocy wobec partyzantów ogłoszona została amnestia, wypuszczono na wolność więźniów politycznych, a rebeliantom, którzy złożyli broń, wypłacono rekompensatę finansową. Kolejne traktaty pokojowe podpisano także w 2008 i 2011.
Oprócz konfliktu na tle politycznym na południowo-wschodnich rubieżach kraju toczyła się rebelia Armii Bożego Oporu (LRA). Ta ugandyjska sekta po porażkach w kraju przeniosła swoje oddziały do środkowoafrykańskich dżungli. W marcu 2012 wojska Unii Afrykańskiej rozpoczęły poszukiwania dowódców LRA na terenie Republiki Środkowoafrykańskiej. W związku z tym na terenie tego państwa przebywało również 100 żołnierzy ze Stanów Zjednoczonych.
Jednak z upływem lat sytuacja polityczna w Republice Środkowoafrykańskiej znowu stawała się napięta. W lipcu 2010 doszło do lokalnych walk partyzanckich w Birao. Rebelianci oskarżyli prezydenta, iż nie wywiązał się z postanowień pokojowych. Do nowej, większej fali walk doszło ponownie w listopadzie 2012.

## Konflikt za administracji François Bozizé

### Rebelia z przełomu 2012/2013
Trzy frakcje rebelianckie, które walczyły w poprzedniej odsłonie konfliktu, zawiązały wówczas koalicję pod nazwą Séléka (Przymierze). Sojusz składał się z dwóch głównych ugrupowań rebelianckich: Unia Sił Demokratycznych na rzecz Jedności (UFDR) i Konwencja Patriotów na Rzecz Sprawiedliwości i Pokoju (CPJP) oraz co najmniej trzech mniejszych formacji rebelianckich. Główne grupy podpisały porozumienia pokojowe i przechodziły proces rozbrajania, jednak ponownie podjęli działania ofensywne. Rebelianci zaczęli przeprowadzać ataki partyzanckie i organizowali zasadzki na siły rządowe. 10 grudnia 2012 podjęto szturm na miasto Ndélé, w wyniku czego uciekło z niego 20 tys. ludzi. 17 grudnia 2012 partyzanci zaatakowali wojskowy konwój składający się z 40 żołnierzy. Dzień później przejęli kontrolę nad górniczym miastem Bria, które zostało następnie splądrowane. W walkach zginęło co najmniej 15 żołnierzy sił rządowych.
By zapobiec rozprzestrzenianiu się rebelii, prezydent François Bozizé zwrócił się do władz Czadu z prośbą o interwencję w swoim kraju. Prezydent Czadu Idriss Déby wyraził zgodę na udzielenie pomocy południowemu sąsiadowi i jeszcze 18 grudnia 2012 granicę obu państw przekroczyło co najmniej 20 pojazdów opancerzonych z czadyjskimi żołnierzami.

Szlak bojowy rebeliantów na przełomie grudnia 2012 i stycznia 2013

23 grudnia 2012 rebelianci zdobyli miasto Bambari, 400 km na północny wschód od stolicy kraju – Bangi. Władze nazwały to wydarzenie „katastrofą” dla kraju. Ofensywa trwała nadal i rebelianci z ugrupowania Séléka zajęli 25 grudnia 2012 miasto Kaga-Bandoro. Było to czwarte duże miasto, które znalazło się w rękach partyzantów. Niezwykle szybkie postępy rebeliantów przy bardzo niskich stratach obnażyły słabość środkowoafrykańskiej armii. Niewyszkoleni, zdemoralizowani żołnierze w obliczu zdeterminowanego wroga często po prostu wycofywali się bez walki.
W wyniku sukcesów odnoszonych przez rebeliantów na froncie, 26 grudnia 2012 w Bangi doszło do demonstracji. Tłum ludzi wyszedł na ulice, podpalając opony oraz zaatakował budynek francuskiej ambasady, niszcząc francuskie flagi. Demonstranci oskarżali dawną potęgę kolonialną o nieudzielenie pomocy wojskowej przeciwko siłom rebelianckim. Skandowano również pod ambasadą Stanów Zjednoczonych oraz atakowano pojazdy przewożące zagranicznych, białoskórych obywateli. Dzień później partyzanci dotarli pod bramy miasta Damara, omijając Sibut, gdzie stacjonowało wówczas ok. 150 czadyjskich wojskowych. Minister administracji Republiki Środkowoafrykańskiej, Josué Binoua, zażądał wówczas od Francji interwencji, jako że rebelianci zbliżyli się na odległość 75 km od stolicy. Tymczasem pułkownik Djouma Narkoyo, rzecznik koalicji Séléka, wezwał armię do złożenia broni, uzasadniając, iż prezydent Bozizé stracił całą swoją legitymację i nie jest w stanie kontrolować kraju.
27 grudnia 2012 sam prezydent Bozizé poprosił społeczność międzynarodową o pomoc, zwracając się bezpośrednio do Francji i Stanów Zjednoczonych. Prezydent Francji François Hollande odrzucił jednakże apel, stwierdzając, że wojska francuskie mogą interweniować wyłącznie w sytuacji ochrony obywateli francuskich (250 francuskich żołnierzy stacjonowało w stolicy), a nie w celu obrony rządów Bozizé. Władze amerykańskie przygotowywały się do ewakuacji swoich obywateli. W Republice Środkowoafrykańskiej stacjonowała również misja pokojowa Wspólnoty Gospodarczej Państw Afryki Środkowej (ECCAS) pod nazwą MICOPAX (Misji dla umocnienia pokoju w Afryce Środkowej). Jednak źródła wojskowe Gabonu i Kamerunu zaprzeczyły ewentualnym planom wysłania dodatkowych wojsk międzynarodowych do Republiki Środkowoafrykańskiej.
28 grudnia 2012 wojsko rządowe rozpoczęło kontratak na miasto Bambari. W mieście doszło do detonacji materiałów wybuchowych oraz ciężkich walk. Tymczasem z Bangi ewakuowano 40 amerykańskich obywateli, w tym ambasadora tego kraju. Także Międzynarodowy Komitet Czerwonego Krzyża ewakuował swoich pracowników i lokalnych wolontariuszy. Przedstawiciele (ECCAS) podjęli się wysiłków arbitrażowych, w wyniku czego wynegocjowano rozpoczęcie pierwszej tury rozmów między stronami konfliktu w terminie do 10 stycznia 2013.
29 grudnia 2012 rebelianci z koalicji Séléka zajęli bez walki kolejne miasto Sibut, tym razem po opuszczeniu go przez żołnierzy z Czadu. W stolicy kraju wprowadzono godzinę policyjną trwającą od godziny 19:00 do 5:00. W mieście zawieszono działalność taksówek motocyklowych, w obawie, że tym środkiem transportu mogą dostać się do miasta bojownicy. Właściciele sklepów w celu ochrony swego dobytku w przypadku szturmu na Bangi zatrudniali uzbrojonych ochroniarzy. Tysiące cywilów rozpoczęło ucieczkę ze stolicy. Liczba francuskiego kontyngentu wzrosła do 400 żołnierzy. Na lotnisku rozmieszczono także 150 spadochroniarzy z Gabonu.

### Inicjatywa Wspólnoty Gospodarczej Państw Afryki Środkowej (ECCAS)
Francuski premier Jean-Marc Ayrault ponownie podkreślił, że wojska stacjonujące w Bangi mają na celu „ochronę francuskich i europejskich obywateli”, a nie podejmowanie walki z rebeliantami. 30 grudnia 2012 do Czadu wysłano 50 żołnierzy Stanów Zjednoczonych, by pomóc w ewakuacji amerykańskich obywateli z Republiki Środkowoafrykańskiej. Tego samego dnia doszło do spotkania prezydenta RŚA z przewodniczącym Unii Afrykańskiej Yayą Boni. Podczas rozmów François Bozizé zgodził się na ewentualny rząd jedności narodowej z członkami ugrupowania Séléka. Dodał, że był gotowy rozpocząć rozmowy pokojowe „bez żadnych warunków i bez zbędnej zwłoki”.
W dniach 31 grudnia 2012 – 1 stycznia 2013 Unia Afrykańska wysłała do miasta Damara misję FOMAC składająca się z 120 żołnierzy z Gabonu, Konga, Kamerunu i Angoli. Wzmocnili oni 400-osobowy oddział żołnierzy czadyjskich i misję MICOPAX, wysłaną przez ECCAS. Pomimo zagranicznego kontyngentu w Damarze, cywile masowo opuszczali miasto, obawiając się walk, szukając schronienia w dżungli. 1 stycznia 2013 w stolicy wybuchły starcia, po tym, jak policja w nocy zabiła młodego mężczyznę, który został zatrzymany i próbował uciekać. W zamieszkach w dzielnicy PK5 zginął jeden policjant. 2 stycznia 2013 prezydent Bozizé wydał dekret odwołujący z funkcji ministra obrony swojego syna Francisa, osobiście przejmując kontrolę nad resortem. Zdymisjonowany został ponadto szef armii Guillaume Lapo.
Tymczasem rzecznik rebeliantów płk Djouma Narkoyo potwierdził chęć udziału Seleki w rokowaniach w Libreville zaplanowanych na 8 stycznia 2013. Jedynym warunkiem postawionym przez rebeliantów, było zaprzestanie aresztowania członków plemienia Gula. Koalicja zbrojnych opozycjonistów podczas rozmów domagać się będzie natychmiastowego odejścia prezydenta Bozizé, który zobowiązał się zakończyć swoje rządy wraz z upływem kadencji w 2016. Tymczasem dowództwo misji MICOPAX nakreśliło rebeliantom czerwoną linię na froncie pod Damarą, której rebeliantom „nie można było przekroczyć”, inaczej oznaczałoby to „deklarację wojny”.
6 stycznia 2013 prezydent Republiki Południowej Afryki Jacob Zuma ogłosił wysłanie 400 żołnierzy do Republiki Środkowoafrykańskiej w celu wsparcia tamtejszych sił zbrojnych. Tymczasem rebelianci zajęli dwa małe miasta w okolicy Bambari.
W trakcie trójstronnych rozmów w Libreville, w której udział wzięły władze RŚA, rebelianci i przedstawiciele organizacji ECCAS, renegocjowano postanowienia pokojowe z 2007 i 2011. Tuż przed negocjacjami Bozizé nazwał rebeliantów „najemnikami terrorystów”, co podgrzało temperaturę rozmów. Rebelianci domagali się ustąpienia prezydenta, zarzucając mu popełnienie rzekomych zbrodni wojennych, w tym „zatrzymania i więzienia bez wyroku, porwania, zabójstwa, zaginięcia i egzekucje”.
W czwartym dniu rokowań, czyli 11 stycznia 2013 doszło do przełomu i stronom udało się osiągnąć zawieszenie broni. Rebelianci zrezygnowali z żądania ustąpienia prezydenta, kiedy osiągnięto konsensus na mocy innych postanowień. François Bozizé miał obowiązek powołać nowego premiera z frakcji opozycyjnych do 18 stycznia 2013, który stanie na czele rządu koalicyjnego. W ciągu 12 miesięcy rozwiązane ma zostać Zgromadzenie Narodowe, a w międzyczasie rozpisane oraz przeprowadzone wybory parlamentarne. Tymczasowy rząd koalicyjny miał przeprowadzić reformy sądownictwa, społeczne oraz gospodarcze. Ponadto miały zostać powołane nowe struktury armii narodowej, w skład których mieli wejść rebelianci z Seleki. Zgodnie z umową rebelianci nie mieli obowiązku wycofywać się z miast, które zajęli podczas swojej ofensywy, na poczet przeprowadzenia reformy wojska. Prezydent został zobowiązany także do uwolnienia wszystkich więźniów politycznych, aresztowanych podczas konfliktu. Zewnętrzne siły zbrojne musiały opuścić Republikę Środkowoafrykańską. François Bozizé, który zostanie prezydentem kraju do 2016, po podpisaniu porozumienia powiedział: „to jest zwycięstwo dla pokoju, gdyż od teraz Republika Środkowoafrykańska, będąca strefą konfliktu, zostanie ostatecznie uwolniona od cierpienia”.
Zgodnie z postanowieniami z Libreville, 13 stycznia 2013 Nicolas Tiangaye został wyznaczony przez partie opozycyjne kandydatem do urzędu premiera. Dwa dni później fakt ten potwierdziła również koalicja Séléka. 12 stycznia 2013 prezydent Bozizé, by opróżnić stanowisko szefa rządu, zdymisjonował dotychczasowego premiera Faustina-Archange’a Touadéry, a jego miejsce 17 stycznia 2013 zaprzysiężony został Tiangaye. Wicepremierem na podstawie uzgodnień został lider rebeliantów Michel Djotodia. Tymczasem po wdrażaniu mechanizmu z Libreville, Republikę Środkowoafrykańską zaczęły opuszczać obce wojska, a żołnierzy czadyjskich przerzucono 16 stycznia 2013 do Mali, by wspomóc operujące tam jednostki francuskie, zwalczające fundamentalistów islamskich podczas konfliktu malijskiego.
Układ z Libreville na dłuższą metę nie spodobał się prezydentowi. W lutym 2013 Bozizé zaczął sprowadzać z zagranicy uzbrojenie i robił wszystko, by opóźnić wypuszczenie więźniów. W marcu 2013 wyprawił z kolei uroczyste obchody dziesięciolecia swego panowania, podczas których zachęcał ludność do „stawiania oporu bandytom z Seleki”. W połowie miesiąca zirytowani partyzanci ponownie ruszyli na stolicę. Dotarli tam jeszcze szybciej niż w grudniu 2012, gdyż nikt nie stawał im na przeszkodzie. Ostatnią linią obrony prezydenta okazali się południowoafrykańscy żołnierze.

### Wznowienie ofensywy Seleki i zajęcie Bangi
22 marca 2013 rebelianci wznowili ofensywę w Republice Środkowoafrykańskiej, po tym, jak oskarżyli prezydenta o złamanie porozumienia z Libreville. W krótkim czasie opanowali miasta Damara i Bossangoa. Po upadku tych miast bojownicy podjęli marsz na Bangi, gdzie na informację o tym wybuchła panika. Zamknięto sklepy oraz szkoły. Siły rządowe za pomocą ataków z powietrza zatrzymały pochód kolumny 2 tys. rebeliantów 22 km od stolicy. Rada Bezpieczeństwa ONZ wezwała rebeliantów do wstrzymania działań ofensywnych. Zgodnie z informacjami podawanymi przez miejscową ludność 23 marca 2013 rebelianci weszli do północnych terenów stolicy państwa Bangi. W odpowiedzi na postępy zbrojne bojowników, Rząd Republiki Francuskiej wysłał żołnierzy do zabezpieczenia lotniska w stolicy. Poinformował także obywateli francuskich przebywających w Republice Środkowoafrykańskiej o nieopuszczanie swoich domostw. Jednocześnie podejmowane były działania dyplomatyczne o zwołanie Rady Bezpieczeństwa ONZ. Przed szturmem 2 tys. rebeliantów na stolicę, w RŚA przebywało 250 francuskich żołnierzy, a 300 kolejnych ściągano z Gabonu. Ich zadaniem była ochrona francuskich obywateli i placówek dyplomatycznych. Nie brali udziału w obronie prezydenta Bozizé’a.
Wielu mieszkańców stolicy nie miało prądu oraz dostępu do wody po odcięciu zasilania przez bojowników w stacji energetycznej. W trakcie natarcia rebeliantów na stolicę, rządowi żołnierze zostali zepchnięci w pobliże pałacu prezydenckiego. Po nocnych walkach rebelianci zajęli 24 marca 2013 całe miasto w tym pałac prezydencki. Okazało się wówczas, że prezydent François Bozizé uciekł do sąsiedniej Demokratycznej Republiki Konga, przez graniczne miasto Zongo do Gemeny. Po zajęciu miasta przez rebeliantów, mieszkańcy donosili o powszechnych grabieżach mienia.

Gdy przestaliśmy strzelać, zobaczyliśmy, że zabijaliśmy dzieci. Umierając, wołały o pomoc, wzywały matki. Nie po to tam lecieliśmy, nie po to.

W przeciwieństwie do walk z przełomu 2012/2013 wojska Bozizé nie był wspierane przez Czadyjczyków, którzy wówczas na prośbę Francuzów prowadzili działania w Mali przeciwko islamskim ekstremistom. Wykorzystali to rebelianci, gdyż Czadyjczycy powstrzymali poprzednią ich ofensywę. Bozizé zastąpił zaprawionych w bojach Czadyjczyków żołnierzami z RPA. W zamian za diamentowe koncesje i kontrakty wydobywcze na ropę i uran południowoafrykański prezydent Jacob Zuma przysłał do RŚA 200 żołnierzy. Zuma twierdził, iż żołnierze 1. Brygady Spadochroniarskiej pełnili funkcje żandarma strzegącego porządek. W rzeczywistości zaciekle bronili Bozizé’a, wystrzeliwując dziesięć ton amunicji, wliczając rakiety i pociski moździerzowe. Żołnierze RPA zużyli 12 tys. pocisków broni maszynowej, 288 rakiet 107 mm, 800 pocisków moździerzowych 81 mm oraz tysiące pocisków 7,62 mm i 5,56 mm. W trakcie walk zginęło 13, a rannych zostało 27 żołnierzy południowoafrykańskich wspierających armię środkowoafrykańską. W bitwie o Bangi zginęło ok. 500 partyzantów, jednak zdołali przejąć kontrolę nad stolicą. Po porażce w walkach z rebeliantami Seleki żołnierze wycofali się do koszar i przy pomocy Francuzów rozpoczęli odwrót do kraju. Ponadto w Bangi przebywało kilkudziesięciu czadyjskich żołnierzy pokojowej misji MICOPAX. Podczas walk rządowe śmigłowe omyłkowo ostrzelały ich pozycje, zabijając troje Czadyjczyków.

## Skutki obalenia Bozizé’a

### Wyłonienie się nowych władz z Michelem Djotodią na czele
Lider rebeliantów Michel Djotodia w dniu zajęciu stolicy mianował się prezydentem Republiki Środkowoafrykańskiej. Djotodia deklarował wolę przeprowadzenia demokratycznych wyborów w ciągu trzech lat oraz zachowanie rządu skonstruowanego na podstawie ustaleń z Libreville, a także zawieszenie konstytucji. Lider przewrotu zadeklarował, że w okresie przejściowym będzie stanowił prawo, wydając rozporządzenia. Jednak nie wszystkie ugrupowania rebelianckie uznały Djotodię za prezydenta kraju. Mimo tego 28 marca 2013 został uznany przez wojskowych za prezydenta kraju.
31 marca 2013 Djotodia ogłosił powołanie rządu tymczasowego, w którym przejął samodzielnie pięć ministerstw siłowych z 34 resortów. W rządzie dziewięć ministerstw objęła Séléka, osiem ugrupowania opozycyjne do obalonego prezydenta, 16 stanowisk zostało powierzonych politykom z tzw. środowiska obywatelskiego, a jedynie jedno ministerstwo utrzymał dawny minister związany z partią Bozizé. Na stanowisku premiera pozostał Nicolas Tiangaye. Samozwańczy prezydent poinformował, iż na stanowisku pozostanie do czasów wyborów prezydenckich, wstępnie planowanych na 2016.
Wskutek wydarzeń w Republice Środkowoafrykańskiej, 25 marca 2013 kraj został zawieszony w prawach członka Unii Afrykańskiej.
3 kwietnia 2013 afrykańscy liderzy podczas szczytu w Czadzie nie uznali Djotodii jako prawowitego prezydenta Republiki Środkowoafrykańskiej. Zamiast tego zaproponowali powołanie rządu przejściowego i przeprowadzenie wyborów w ciągu 18 miesięcy, a nie trzech lat jak proponował puczysta. Dzień później Djotodia przystał na propozycje afrykańskich przywódców, jednak ogłosił, iż stanie na czele Rady Narodowej, która została powołana dekretem z 6 kwietnia 2013. W jej składzie znalazło się 105 członków, którzy de facto tworzyli przejściowy parlament. Zadaniem ciała ustawodawczego będzie wybranie tymczasowego prezydenta, który będzie rządził krajem podczas 18-miesięcznego okresu przejściowego. Pierwsze posiedzenie Rady Narodowej odbyło się 13 kwietnia 2013. Wówczas Michaela Djotodię wybrano na tymczasowego prezydenta kraju. Przywódca rebeliantów nie miał kontrkandydatów.

### Pogrążenie się kraju w anarchii i przekształcenie w państwo upadłe
Po przejęciu władzy przez Selekę, początkowo zdyscyplinowani rebelianci, nakręcali spiralę przemocy i grabieży w Bangi. Dochodziło również do licznych gwałtów, morderstw na poplecznikach starej władzy oraz siłowego werbowania dzieci do organizacji militarnych. Organizacje humanitarne przygotowały około 30 ton materiałów pomocowych dla ludności. Po pokonaniu wspólnego wroga wśród Seleki zaczęły się uwidaczniać wyraźne podziały, które przyczyniły się do wybuchu ponownych walk. W dniach 13–16 kwietnia 2013 w stołecznej dzielnicy Boy-Rabe dochodziło do walk między ex-rebeliantami z Seleki a uzbrojonymi cywilami, w wyniku czego zginęło 20 osób. Łącznie po ucieczce Bozizé z kraju do połowy kwietnia 2013 zginęło 119 osób.
Po upadku rządu Bozizé Republika Środkowoafrykańska stała się państwem upadłym pozbawionym władzy centralnej, w którym nie obowiązywały żadne prawa, a uzbrojone oddziały partyzantów, rabusiów i lokalnych watażków dokonywały mordów, gwałtów i grabieży. Sytuacja była tak dramatyczna, że premier Nicolas Tiangaye, który był dawnym działaczem na rzecz praw człowieka, przyznał, że jest bezradny wobec wszechobecnej anarchii w kraju. Sam Djotodia popadł w otwarty konflikt z przywódcami dwóch czołowych rebelianckich frakcji, jego władza ograniczyła się praktycznie tylko do położonego na południowym krańcu kraju Bangi. Watażkowie i nierozbrojeni rebelianci trzymali piecze na prowincji i w miastach, spowodowali exodus cywilów. Terroryzowana ludność uciekała do dżungli i na sawanny, co doprowadziło do kompletnego kryzysu, upadku rolnictwa, przez co jedna czwarta narodu, czyli 1,5 mln osób, potrzebowała pilnej pomocy zagranicznej. Najgorsza sytuacja występowała na południu kraju, zamieszkiwany przez chrześcijan i lud Gbaya, skąd wywodził się obalony prezydent. Rebelianci zachowywali się tam jak armia okupacyjna, palili, gwałcili i zabijali ludzi.
W wyniku chaosu w państwie, do Republiki Środkowoafrykańskiej ściągali zagraniczni przestępcy z Sudanu Południowego i Czadu, by wzbogacić się na kłusownictwie. Według Lekarzy bez Granic po obaleniu Bozizé upadł cały system opieki zdrowotnej, a ponad ćwierć miliona ludzi straciło dach nad głową. Zamknięto większość, urzędów, gdyż ich pracownicy uciekli za granicę w strachu przed rebeliantami. W samym Bangi od marca do sierpnia 2013 zabito pół tysiąca ludzi. W sierpniowym raporcie ONZ uznała Republikę Środkowoafrykańską za państwo upadłe. Anarchia osiągnęła taki poziom, że wymknęła się spod kontroli władzom, które obaliły Bozizé, de facto sprawujące władzę w Bangi. W związku z tym władze z Bangi wysłały do Kamerunu specjalną delegację, by przekonała do powrotu do kraju zbiegłych tam żołnierzy, policjantów i urzędników Bozizé. Funkcjonariusze byłego reżimu odmówiły powrotu do kraju ze względu na zbyt wielkie niebezpieczeństwo. Tymczasem François Bozizé w sierpniu 2013 na wygnaniu utworzył Front na Rzecz Przywrócenia Porządku Konstytucyjnego w Republice Środkowoafrykańskiej (FROCCA).

### Działania ONZ wobec Republiki Środkowoafrykańskiej i wybuch wojny domowej
W dniach 7–9 września 2013 pod miastem Bossangoa w prefekturze Ouham, gdzie urodził się François Bozizé, doszło do walk jego lojalistów z Seleką. W starciach łącznie poległo 55 osób. 13 września 2013 prezydent Michel Djotodia rozwiązał koalicję ugrupowań zbrojnych Séléka, na czele której stał, oskarżając jej członków o odpowiedzialność za falę przemocy w kraju. Wówczas koalicja ugrupowań militarnych liczyła 20 tys. członków. Większość partyzantów to muzułmanie, stanowiący 15% społeczeństwa (chrześcijanie stanowią ponad połowę ludności kraju, a pozostali mieszkańcy wyznają religie animistyczne).

Rebelianci przyszli z bronią w rękach, kaleczyli nas, palili nasze domy. Potem to samo chrześcijańska milicja zrobiła ich ludziom

Oprócz podziałów między rebeliantami w Republice Środkowoafrykańskiej wrzał konflikt etniczny i religijny. Na początku października 2013 w pobliżu Bossangoa wybuchły starcia religijne między chrześcijanami i muzułmanami z rozwiązanej Seleki, w wyniku czego zginęło 14 osób. Z kolei 9 października 2013 muzułmańscy bojownicy dokonali masakry na chrześcijanach w górniczej wiosce Gaga, 250 km na północny zachód od stolicy kraju. Rebelianci dokonali mordu na 60 cywilach, profanując przy tym tamtejsze świątynie chrześcijańskie. Chrześcijanie organizowali się w bojówki pod nazwą Antybalaka, które urządzały odwety na muzułmanach. Przywódcy Kościoła w Republice Środkowoafrykańskiej wyrazili swoje stanowisko, że Antybalaka nie jest ruchem chrześcijańskim i że obecny kryzys ma podłoże polityczne, a nie religijne. Katoliccy i protestanccy przywódcy wezwali także krajowe i międzynarodowe media, by zaprzestały nazywać ugrupowanie Antybalaka chrześcijańską bojówką. Tylko pod koniec października 2013 w serii podobnych ataków zginęło 350 muzułmanów i 200 chrześcijan. Według szacunków ONZ dach nad głową straciło ponad pół miliona ludzi (ok. 10% ludności), a rolnicy porzucili swoje ziemie, ze względu na gwałty, mordy i haracze.
W związku z fatalną sytuacją wewnętrzną w kraju, 10 października 2013, 15 członków Rada Bezpieczeństwa ONZ przyjęła rezolucję nr 2121, w której wyrażono zaniepokojenie złym stanem bezpieczeństwa w kraju oraz powszechnym łamania praw człowieka w tym kraju. Przestrzegano również przed widmem ludobójstwa w Republice Środkowoafrykańskiej. Zapewniono również plan wsparcia afrykańskiej misji stabilizacyjnej FOMAC (African Union Multinational Force for Central Africa), która docelowo ma liczyć 3,6 tys. żołnierzy. Do listopada 2013 zebrano 2500 mundurowych z Gabonu, Kamerunu, Konga, Burundi, Gwinei Równikowej i Czadu. Misja FOMAC według rezolucji nr 2121 przeszła 19 grudnia 2013 pod zarząd operacji wsparcia pokoju MISCA (International Support Mission in the Central African Republic; Międzynarodowa Misja Wsparcia w Republice Środkowoafrykańskiej pod Dowództwem Sił Afrykańskich).
Niezależne śledztwo Al-Dżaziry wykazało, że siły zbrojne były odpowiedzialne za masakrę na przedmieściach miasta Bouar z wieczora 26 października 2013, kiedy zginęło 18 osób. Najmłodsza z ofiar miała dwa lata. Wcześniej w potyczce w mieście zginęło pięciu bojowników muzułmańskich i sześciu chrześcijańskich z ugrupowania Antybalaka. Na przełomie października i listopada 2013 rebelianci za zachodzie kraju w wioskach Vacap i Yongoro spalili ponad sto domów. Afrykańscy wojskowi z misji stabilizacyjnej FOMAC nie potrafili oszacować liczby ofiar. Ataki na cywilów spowodowały dziesiątki tysięcy uchodźców i najgorszą sytuację humanitarną w historii kraju.
W związku z przelewającą się przez cały kraj falą przemocy seksualnej, tortur, egzekucji i starć na tle religijnym, zastępca sekretarza generalnego ONZ Jan Eliasson zaapelował do Rady Bezpieczeństwa ONZ, aby ta podjęła decyzję o wzmocnieniu misji pokojowej Unii Afrykańskiej dodatkowymi siłami i przekształceniu jej w operację wsparcia pokoju. 25 listopada 2013 premier Republiki Środkowoafrykańskiej Nicolas Tiangaye ogłosił po rozmowach w Paryżu z szefem francuskiej dyplomacji Laurentem Fabiusem, że Francja zwiększy swoją obecność wojskową w RŚA z 410 żołnierzy o kolejnych 800. Dzień później francuski minister obrony Jean-Yves Le Drian powiedział, że Francja nie może dopuścić do upadku kraju, ze względu na dalszą eskalację przemocy, masakr i ogromnego kryzysu humanitarnego. 30 listopada 2013 Departament Rozwoju Międzynarodowego Wielkiej Brytanii oświadczył, że przekaże Republice Środkowoafrykańskiej 10 milionów funtów pomocy humanitarnej.
W międzyczasie Francja rozpoczęła przygotowywać projekt rezolucji, mówiącej o dołączeniu francuskich żołnierzy do misji pokojowej Unii Afrykańskiej i nałożeniu embarga na dostawy broni do Republiki Środkowoafrykańskiej. Na początku grudnia 2013 wysłano do Bangi dodatkowych 200 żołnierzy. 2 grudnia 2013 Antybalaka dokonała ataku na miasto Boali zamieszkiwaną przez muzułmańskich Fulanów. Zginęło 12 osób, w tym także dzieci.

### Bitwa o Bangi
Tymczasem 5 grudnia 2013 krwawe walki rozpętały się w stolicy, kiedy chrześcijańscy zwolennicy François Bozizé z Antybalaki zaatakowali muzułmańskie milicje stacjonujące w mieście. Według Czerwonego Krzyża w ciągu dwóch dni walk w zginęło co najmniej 281 osób. Z kolei Fundusz ONZ Pomocy Dzieciom oświadczył, że liczba-dzieci żołnierzy w konflikcie w Republice Środkowoafrykańskiej wzrosła do co najmniej 3,5 tysiąca, a może wynosić nawet 6 tysięcy. W trakcie wydarzeń w Bangi, wieczorem 5 grudnia 2013, RB ONZ autoryzowała rezolucji nr 2127, według której połączone siły UA i Francji pod auspicjami Unii Afrykańskiej (operacja wsparcia pokoju MISCA) będą liczyć 4,8 tys. żołnierzy (3,6 tys. żołnierzy afrykańskich i 1,2 tys. francuskich). Wojska francuskie do interwencji pod kryptonimem „Sangaris” przystąpiły 6 grudnia 2013. W ciągu 24 godzin kontyngent francuski osiągnął 1200 żołnierzy. Prezydent Francji François Hollande ogłosił plan wzmocnienia sił francuskich o kolejne 400 żołnierzy (do 1600 wojskowych), a siły MISCA do 6 tys. żołnierzy w celu „rozbrojenia wszystkich bojówek i grup zbrojnych, które terroryzowały ludność”. Już pierwszego dnia zastrzelili kilku niezidentyfikowanych bojowników w rejonie lotniska. Bojownicy należący do dawnej Seleki, w odwecie za szturm Antybalaki, w dzielnicy PK12 przeczesywali każdy dom, dokonując grabieży i morderstw. Bitwa w Bangi zakończyła się 7 grudnia 2013. Łącznie w zabójstwach i starciach śmierć poniosło według Amnesty International około 1000 osób. Bitwa spowodowała wysiedlenie 159 tysięcy osób. Walki między bojówkami religijnymi trwały jednocześnie w mieście Bossangoa, gdzie odnotowano 38 ofiar, w tym peacekeeper z Konga. W innych częściach kraju zginęło 120 osób.
Francuscy żołnierze patrolowali ulice w Bangi oraz dotarli do Bossangoi, kiedy zakończyły się tam walki. 8 grudnia 2013 wojskowi otwarli drogę Bouar – Bossembele. 9 grudnia 2013 w Bangi rozpoczęło się rozbrajanie walczących ze sobą stron. Ponadto Francja poprosiła Stany Zjednoczone o wsparcie, w wyniku czego Pentagon zapowiedział pomoc w postaci samolotów transportowych i zwiadowczych, a także przerzucenie 850 żołnierzy z Burundi do Republiki Środkowoafrykańskiej samolotami transportowymi C-17. W nocy z 9 na 10 grudnia 2013 w pobliżu międzynarodowego lotniska w Bangi doszło do starcia pomiędzy siłami francuskimi i bojownikami, w wyniku czego zginęło dwóch francuskich żołnierzy. Po tym wydarzeniu, 10 grudnia 2013 w Bangi wylądował prezydent François Hollande. 12 grudnia 2013 chrześcijańska milicja zabiła 27 muzułmanów we wsi Bohong. Dzień później minister obrony Francji Jean-Yves Le Drian złożył wizytę w Republice Środkowoafrykańskiej.
17 grudnia 2013 szef francuskiej dyplomacji Laurent Fabius zapowiedział, występując w Zgromadzeniu Narodowym, kilka krajów Unii Europejskiej wesprze operację „Sangaris”. W kolejnych dniach na unijnym szczycie Rady Europejskiej w Brukseli (19–20 grudnia 2013) okazało się, iż wsparcie zapewnią Belgia, Wielka Brytania, Niemcy oraz Polska. Belgia wyśle prawdopodobnie 150 żołnierzy, z kolei Polska zaoferowała użycie kontyngentu wojskowego w składzie: samolot transportowy Hercules C-130 wraz z 50 żołnierzami odpowiedzialnymi za zadania logistyczne i techniczne. Na szczycie w Brukseli ogłoszono, iż w styczniu 2014 zapadnie decyzja, czy francuska operacja „Sangris” przekształci się we wspólną misję unijną, co wobec pogarszającej się sytuacji w kraju miało faktycznie miejsce.
19 grudnia 2013, w trakcie pierwszego dnia funkcjonowania afrykańskiej misji MISCA, w ataku na patrol ranny został czadyjski żołnierz. Rano 20 grudnia 2013 Antybalaka przeprowadziła w stołecznych dzielnicach PK5 i Fatima ataku na muzułmanów, stosując taktykę „door to door”, przeczesując domy innowierców. Chrześcijanie tym samym pozbawili życia 60 osób. Tego samego dnia Rwanda ogłosiła plan wysłania swoich żołnierzy do Republiki Środkowoafrykańskiej w ramach misji MISCA. W międzyczasie siły stabilizacyjne MISCA rozbrajały rebeliantów powiązanych z dawną Seleką. W trakcie procederu zabito trzy osoby, a muzułmanie zastrzelili czadyjskiego żołnierza. W ciągu dnia muzułmańskie bojówki zabiły także 33 innych osób. 22 grudnia 2013 wieczorem w walkach w mieście Bossangoa między Antybalaką a MISCA, zginął kongijski żołnierz. Z kolei dzień później w stolicy jedna osoba zginęła, gdy czadyjscy żołnierze otworzyli ogień do protestujących chrześcijan.
23 grudnia 2013 Rada Unii Europejskiej uchwaliła decyzję o embargu na broń dla Republiki Środkowoafrykańskiej oraz świadczeniu pomocy finansowej i technicznej, w tym wysyłanie żołnierzy najemnych. Wyjątek stanowił dla świadczeń na rzecz misji MICOPAX i MISCA.
25 grudnia 2013 Antybalaka zaatakowała w Bangi kontyngent wojsk czadyjskich, zabijając sześciu żołnierzy. W dwudniowych walkach według Czerwonego Krzyża zginęły 44 osoby. Afrykańskie siły pokojowe MISCA zapowiedziały wycofanie czadyjskich żołnierzy z Bangi, w świetle oskarżeń, że sprzyjają one złożonym z muzułmanów byłym rebeliantom Seleki. Z kolei wieczorem 26 grudnia 2013 w potyczce zginęło dwóch kongijskich żołnierzy.
Do kolejnej fali przemocy w Bangi doszło rankiem 1 stycznia 2014, kiedy w walkach między muzułmanami i chrześcijanami zginęły co najmniej trzy osoby. Do Nowego Roku liczba osób wewnętrznie przesiedlonych według ONZ osiągnęła 935 tys. ludzi, co stanowiło 1/5 populacji kraju. Około 510 tys. ludzi uciekło ze stolicy kraju. Była to prawie połowa populacji miasta. W grudniu 2013 zginęło ponad 2 tys. ludzi. Bojówki zbrojne obu stron rekrutowały dzieci, które padały ofiarą konfliktu. 2 stycznia 2014 francuski minister obrony Jean-Yves Le Drian odwiedził Republikę Środkowoafrykańską. W pierwszych dniach 2014 afrykańskie kraje przeprowadziły ewakuacje swoich obywateli z Republiki Środkowoafrykańskiej. Czad ewakuował 12 tys. swoich obywateli, Mali około 500 osób, Nigeria 365 osób, Senegal 200 osób, natomiast Niger ewakuował 150 obywateli.

## Dymisja Djotodii i wyłonienie nowych tymczasowych władz

### Tworzenie się nowych władz
9 stycznia 2014 Michael Djotodia udał się na nadzwyczajny, dwudniowy regionalny szczyt ECCAS do stolicy Czadu, gdzie wraz z chrześcijańskim premierem Nicolasem Tiangayem podał się do dymisji. Jego ustąpienia domagała się Francja się regionalni przywódcy, którzy zarzucali mu zaprowadzenie w państwie anarchii. Gdy do Bangi dotarł komunikat z Czadu, jego przeciwnicy zaczęli świętować na ulicach Bangi, gdzie również rozległy się strzały. Po ogłoszeniu rezygnacji, Djotodia udał się na wygnanie do Beninu.
Tymczasowym prezydentem został przewodniczący parlamentu Alexandre-Ferdinand Nguendet. Wyborem nowych władz republiki zajęła się Tymczasowa Rada Narodowa w Bangi, monitorowana przez wysłanników z Gabonu i Konga. 20 stycznia 2014 odbyły się tam wybory przejściowego prezydenta, które wygrała Catherine Samba-Panza, należąca do chrześcijańskiej większości kraju. Zaprzysiężona na stanowisko została 23 stycznia 2014. Dwa dni później powołała na stanowisko premiera, ekonomistę André Nzapayeké. Nzapayeké powiedział, że jego priorytetem będzie doprowadzić do końca przemocy religijnej w kraju, poprzez prowadzenie dialogu narodowego.
Mimo poddaniu władzy przez puczystów, na prowincji było niespokojnie. Amnesty International donosiło, iż Antybalaka atakowała muzułmanów uciekających z kraju, w wyniku czego zginęło 50 osób. Dzień po zaprzysiężeniu pani Samby-Panzy, w Bangi członkowie Antybalaki zamordowali byłego muzułmańskiego ministra zdrowia, doktora Josepha Kalite, który był lojalistą Djotodii. Według świadków doktor został zaatakowany przez chrześcijańskich napastników, kiedy wysiadał z samochodu i zabity za pomocą maczet i kijów. Bojownicy dopuścili się także tego samego dnia rozbojów i ataków na muzułmanów w stołecznej dzielnicy Miskine, gdzie zginęło dziewięć osób. Chrześcijanie mordowali, grabili i palili muzułmańskie domy i sklepy. 26 stycznia 2014 dowódcy eks-Seleki pod ochroną żołnierzy czadyjskich opuścili Bangi. Był to symboliczny koniec rządów muzułmanów. W samej stolicy nadal było niespokojnie, gdyż w fali przemocy zginęło osiem osób, a siedem zostało rannych. Pracownicy Czerwonego Krzyża znaleźli m.in. kobietę z poderżniętym gardłem, z kolei jednego z muzułmanów, rzekomo niosącego granat poćwiartowano. Muzułmanie w obawie przed odwetami masowo uciekali na północ kraju i dalej do Czadu.
28 stycznia 2014 Rada Bezpieczeństwa ONZ przyjęła rezolucję nr 2134, która autoryzuję misję wsparcia pokoju Unii Europejskiej w Republice Środkowoafrykańskiej – EUFOR RCA. Komitet Polityczny i Bezpieczeństwa ogłosił francuskiego generała Philippe’a Pontiesa dowódcą operacji. Półroczny mandat nadany przez RB ONZ przewiduje wysłanie 500 żołnierzy w krajów Unii Europejskiej. Chęć udziału w misji zgłosiły Francja, Finlandia, Łotwa, Polska, Gruzja (która podpisała w listopadzie 2013 umowę stowarzyszeniową z Unią Europejską), Estonia, Hiszpania, Luksemburg, Holandia, Dania, Estonia i Rumunia. Głównym celem unijnej operacji wojskowej, prowadzonej w ramach Wspólnej Polityki Zagranicznej i Bezpieczeństwa, jest ochrona ludności cywilnej w pobliżu stolicy kraju – Bangi i zabezpieczenie lotniska, gdzie schroniło się ponad 100 tysięcy uchodźców oraz współpraca z afrykańskimi wojskami MISCA. Kwatera operacji mieści się w bazie w Larisie w Grecji. Koszty operacji EUFOR RCA, rozpoczętej oficjalnie 2 kwietnia 2014, oszacowano na 25,9 mln euro.

### Eskalacja przemocy i pogorszenie bezpieczeństwa w kraju
Kolejna kulminacja przemocy religijnej miała miejsce wraz z początkiem lutego 2014, kiedy to bojownicy eks-Seleki wycofali się z Bangi. Peter Bouckaert, ekspert Human Rights Watch na łamach Foreign Policy, porównał sytuacje w Republice Środkowoafrykańskiej do Piekła Dantego. Pisał, że zwykli ludzi ginęli „od maczet, tortur, w wyniku linczu, postrzałów, wybuchów i podpaleń”. W nocy z 3 na 4 lutego 2014 w miejscowości Ngaoundaye rebelianci eks-Seleki zaatakowali polskich misjonarzy i siostry zgromadzenia Służebnic Matki Dobrego Pasterza. Z kolei w całym kraju w tym czasie oraz 4 lutego 2014 w linczach zginęło łącznie 75 osób, w tym 24 osoby w splądrowanym Ngaoundaye.
5 lutego 2014 Departament Stanu USA wezwał do zakończenia „spirali przemocy” w Republice Środkowoafrykańskiej. Była to odpowiedź na zabójstwo przez żołnierzy środkowoafrykańskich w Bangi cywila podczas przemówienia prezydent Samby-Panzy. Żołnierze wzięli go za muzułmańskiego bojownika. Sama pani Samba-Panza podczas przemówienia mówiła, iż chciała by zaprowadzić porządek w kraju w ciągu miesiąca. Tysiące muzułmanów opuszczało w pośpiechu Bangi, obawiając się czystek ze strony chrześcijan. Muzułmańskie dzielnice stolicy były opustoszałe i zdewastowane.
Na początku lutego 2014 w południowo-zachodniej miejscowości Guen doszło do ataku Antybalaki, w wyniku czego pierwszego dnia zabito 27 osób, a drugiego dnia ataku 47 ludzi. W rezultacie ataków, setki muzułmańskich uchodźców szukało schronienia w kościele w Carnot. Ataki chrześcijan na muzułmanów w Republice Środkowoafrykańskiej potępili nigeryjscy rebelianci z Boko Haram, którzy zapowiedzieli pomścić śmierć muzułmanów, a także terroryści z Al-Ka’idy Islamskiego Maghrebu oraz afgańscy talibowie.
W raporcie Amnesty International z lutego 2014 wynikało, iż międzynarodowe siły pokojowe nie były w stanie zapobiec czystkom etnicznym, które najczęściej zdarzały się w gęsto zaludnionym wschodzie kraju przy granicy z Czadem. Od marca 2013 Amnesty International udokumentowało 200 mordów, jednak ich kulminacja przypadała na początek 2014. Organizacja pozarządowa podkreśliła, iż Antybalaka zmierzała do wyparcia muzułmanów z kraju, traktując ich jako obcokrajowców. Wobec krytycznej sytuacji w Republice Środkowoafrykańskiej, Międzynarodowy Trybunał Karny ogłosił, iż rozpocznie wstępne postępowanie w sprawie zbrodni popełnionych podczas wojny domowej. Stało się to dopiero 24 września 2014.
14 lutego 2014 władze francuskie poinformowały o wysłaniu do Republiki Środkowoafrykańskiej dodatkowych 400 żołnierzy. 28 lutego 2014 z drugą wizytę w Republice Środkowoafrykańskiej, po rozmieszczeniu tam francuskich wojsk, złożył Francois Hollande. Francuski prezydent przybył prosto z Nigerii, gdzie miała eskalacja konfliktu związana z islamistyczną rebelią sekty Boko Haram. W Republice Środkowoafrykańskiej, francuski prezydent spotkał się z żołnierzami oraz tymczasową prezydent Sambą-Panzą. Wcześniej o „wyraźnym ryzyku” rozpadu kraju na dwie części mówił sekretarz generalny ONZ Ban Ki-moon. 2 marca 2014, koordynator pomocy humanitarnej ONZ Abdu Dieng, poinformował, że około 100 mln dolarów, czyli jedynie 20% potrzebnych środków finansowych, dotarła do Republiki Środkowoafrykańskiej. Koordynator ostrzegł także przed zbliżającym się kryzysem żywnościowym. Międzynarodowy Komitet Czerwonego Krzyża poinformował 8 marca 2014, że w Ndele w północnej części Republiki Środkowoafrykańskiej doszło do ataku na personel Czerwonego Krzyża, w którym zginęła jedna osoba.
Ludności na północy kraju zaczęło zagrażać odrodzenie Frontu na Rzecz Naprawy Gospodarczej (FPR) oraz pojawienie się nowej grupy – Rewolucji Sprawiedliwości (RJ). 3 marca 2014 bojownicy FPR zabili sześciu cywilów w pobliżu miasta Paoua. Z kolei 12 marca 2014 rzekomo zaatakowali i spalili wieś Koki, 80 km od Bossangoi. Sekretarz Generalny ONZ Ban Ki-moon wyraził 31 marca 2014 zaniepokojenie wzrostem przemocy oraz zapowiedział, że jej sprawcy zostaną pociągnięci do odpowiedzialności.
Wcześniej, bo 3 marca 2014 Ban Ki-moon ogłosił plan wzmocnienia kontyngentu zagranicznych wojsk w Republice Środkowoafrykańskiej z 7 do 12 tys. żołnierzy. Tymczasem opóźniał się proces wysyłania europejskich żołnierzy mających działać w ramach unijnej misji EUFOR RCA. 24 marca 2014, prezydent Francji Froncois Hollande wezwał kraje UE do natychmiastowego wysłania zadeklarowanej liczby żołnierzy. Misja EUFOR RCA została oficjalnie uruchomiła przez Radę Unii Europejskiej 2 kwietnia 2014. 19 marca 2014 rząd ogłosił plan rozbrojenia Antybalaki. Tymczasem muzułmanie oskarżali Francuzów prowadzących operację „Sangris” o wspieranie bojówek chrześcijańskich. W starciach między muzułmanami i chrześcijanami w Bangi w dniach 24–25 marca 2014 zginęło dziewięć osób. 26 marca 2014 bojownicy Antybalaki zabili żołnierza kontyngentu MISCA w Boali, a trzech innych ranili. 27 marca 2014, podczas pogrzebu chrześcijanina w Bangi bojownicy islamscy rzucili granat, który zabił 11 żałobników.
30 osób zginęło, a ponad trzysta odniosło rany, gdy czadyjscy żołnierze afrykańskich sił pokojowych otworzyli ogień do cywilów Bangi 29 marca 2014. Do strzelaniny doszło w dzielnicy PK12 o godz. 15:00 UTC+1:00, kiedy żołnierze eskortowali konwój muzułmanów emigrujących do Czadu. Siły MISCA w komunikacie odpowiedziały, ze żołnierze działali w ramach samoobrony. Atak w wykonaniu żołnierzy z Czadu potwierdziło ONZ. 13 kwietnia 2014 wojsko Czadu poinformowało o wycofaniu całego swojego kontyngentu, liczącego 850 żołnierzy. Miesiąc później Czad zamknął granicę ze swoim sąsiadem. Na początku kwietnia 2014, sekretarz generalny ONZ Ban Ki-moon odwiedził Bangi, potępiając łamanie praw człowieka, wzywając do pojednania narodowego. 10 kwietnia 2014 Rada Bezpieczeństwa ONZ jednomyślnie uchwaliła rezolucję nr 2149 przewidującą ustanowienie operacji pokojowej MINUSCA w Republice Środkowoafrykańskiej w liczbie 10 tysięcy żołnierzy i 1,8 tysiąca policjantów, która 15 września 2014 przejmie obowiązki obecnie działających w tym kraju afrykańskich sił pokojowych MISCA.
30 osób zginęło 8 kwietnia 2014 w ataku chrześcijańskiej milicji w miejscowości Dekoa. 18 kwietnia 2014 z miasta Bossangoa, eks-Seleka uprowadziła chrześcijańskiego biskupa. 10 kwietnia 2014 w starciu z eks-Seleką w mieście Bria, rannych zostało dwóch żołnierzy MISCA. 20 kwietnia 2014 w niedzielę wielkanocną doszło do walk w Bangi między chrześcijańskimi bojówkami a żołnierzami francuskimi. Według świadków kilka osób poniosło śmierć w starciach. Do tego momentu niemal wszyscy muzułmańscy cywile opuścili stolicę kraju. 22 kwietnia 2014 muzułmańska bojówka przejęła kontrolę nad miastem Bouca. 27 kwietnia 2014 afrykańskie siły pokojowe wywiozły z Bangui około 1300 muzułmanów, jedną z ostatnich grup wyznawców islamu. Podczas transportu doszło do ataku na konwój, w wyniku czego zginęło dwóch muzułmanów. Tymczasem Reporterzy bez Granic poinformowała o śmierci trzech swoich pracowników i 19 innych osób w ataku na szpital w miejscowości Nanga Boguila w dniu 28 kwietnia 2014. W związku z tym 5 maja 2014 Reporterzy bez Granic zawiesili działalność w Republice Środkowoafrykańskiej. 15 osób zginęło w ataku z 2 maja 2014 w mieście Markounda przy granicy z Czadem.
11 maja 2014, bojownicy wywodzący się z Seleki obrali generała Josepha Zindeko swoim dowodzą. Tymczasem 13 maja 2014 patrol francuskich sił pokojowych, wykrył w rejonie Bouar w samochodzie należącym do bojowników Antybalaki, zwłoki francuskiej fotoreporterki Camille Lepage. 27 maja 2014 w Bangi, chrześcijańskie bojówki zabił trzech chłopców udających się na mecz pojednania między skonfliktowanymi grupami religijnymi. Dzień później 17 osób zginęło w ataku na kościół Matki Bożej Fatimskiej, w którym schronili się chrześcijanie. Muzułmanie obrzucili kościół granatami. W odwecie kolejnego dnia w stolicy atakowano meczety.
Na początku czerwca 2014, kontynuowała była przemoc na tle religijnym. W dniach 9–10 czerwca 2014, w walkach między eks-Seleką i Antybalaką w Liwie pod Ouaką zginęło co najmniej 22 osób. Muzułmanie wspierani przez uzbrojonych bojowników Fulani spalili 127 domów chrześcijan. W odpowiedzi na szalejąca przemoc w kraju, prezydent Samba Pansa w dniach 10–13 czerwca 2014 zorganizowała spotkanie w celu określenia planu działań na rzecz pojednania i dialogu. W trakcie ogólnonarodowych rząd przedstawił cztery punkty planu przywrócenia pokoju. Z kolei po potyczce w stołecznej dzielnicy PK5, 15 czerwca 2014 rozpoczęły się negocjacje między zwaśnionymi ugrupowaniami pod egidą organizacji pozarządowej Pareto. Mimo rozmów, w walkach w Ouace w dniach 23–26 czerwca 2014 śmierć poniosły 82 osoby w tym wielu cywilów.
6 czerwca 2014 ONZ opublikował raport w którym oskarżono obie strony konfliktu o dokonywanie zbrodni przeciwko ludzkości. Ponadto stwierdzono rzekomą rolę Czadu i Sudanu w podsycaniu przemocy w Republice Środkowoafrykańskiej. Czad zaprzeczył jakoby żołnierze dopuszczali się zbrodni podczas stacjonowania w RŚA. W związku z raportem, prezydent Samba Pansa zwróciła się 13 czerwca 2014 do Międzynarodowego Trybunału Karnego o zbadanie przypadków dokonywania zbrodni wojennych. Ponadto prezydent RŚA na szczycie z Angolą, Czadem i Kongiem, zwróciła się do ONZ o zwiększenia pomocy humanitarnej i przyspieszenie wdrażanie sił pokojowych MINUSCA. Tymczasem 15 czerwca 2014 unijne siły EUFOR RCA o sile 700 żołnierzy i policjantów, osiągnęła pełną zdolność operacyjną.
10 lipca 2014 w mieście Birao na zgromadzeniu politycznym ugrupowań tworzących eks-Selekę, powołano nową partię z ramienia koalicji bojówek – Ludowy Front Odrodzenia Afryki Środkowej (“Front populaire pour la renaissance de la Centrafrique”; FPRC). Konkurencyjne ugrupowanie – Antybalaka – była wówczas bardzo zdecentralizowane i podzielone. Na niektórych obszarach kontrolowanych przez chrześcijańską milicję, na południowym zachodzie kraju, dochodziło do wewnętrznych starć. Kontrowersje wewnątrz ugrupowania wywołało kompletowanie delegacji na szczyt w Brazzaville, gdzie dniach 21–23 lipca 2014 miał miejsce regionalny szczyt, podczas którego podpisano zawieszenie broni, jednak bez nie uwzględniono kwestii rozbrojenia bojówek. Postanowienie z Brazzaville zostało zbojkotowane przez jedną z frakcji.
Rozejm z Brazzaville nie został faktycznie wprowadzony w życie. W dniach 4–5 sierpnia 2014 w Batafango na północy kraju doszło do walk eks-Seleki z afrykańskimi żołnierzami MICSA wspieranymi przez francuską misję Sangris. W walkach śmierć poniosło dwóch żołnierzy z Demokratycznej Republiki Konga oraz 60 rebeliantów. W dniach 13–15 sierpnia 2014 we wspólnych atakach muzułmanów z eks-Seleki i plemion Fulani w Mbres, śmierć poniosło 34 cywilów. 25 sierpnia 2014 podczas starć rywalizujących ze sobą frakcji eks-Seleki w Bambari, zginęło 17 bojowników. Również podziały w eks-Selece się pogłębiały. Wykluczeni wysoką rangą członkowie koalicji, utworzyli 10 września 2014 nowe ugrupowanie zbrojne – Front Wyzwolenia Narodowego Terytorium Azande („Front national de libération du territoire d’Azandé”; FNLA).
W ramach procesu pokojowego, 10 sierpnia 2014, prezydent Samba Panza powołała Mahamata Kamouna, byłego lidera Seleki w czasie prezydentury Djotodii. 22 sierpnia 2014 Kamoun ogłosił skład rządu, w skład którego weszli trzej działacze partii tworzących Selekę oraz dwóch z Antybalaki. Premier wywodzący się z Seleki nie cieszył się zaufaniem Francji ani Konga. Z kolei Angola udzieliła mu poparcia. 10 września 2014, tamtejszy prezydent Dos Santos ogłosił przyznanie pożyczki Bangi i ustalono kontrakt za zakup samochodów bojowych przez wojsko Republiki Środkowoafrykańskiej.
15 września 2014 ONZ przejęło zgodnie z rezolucją RB ONZ 2149 obowiązki afrykańskiej misji MISCA w Republice Środkowoafrykańskiej. Oenzetowska misja stabilizacyjna MINUSCA na wstępie liczyła 6,5 tys. żołnierzy oraz tysiąc policjantów rozmieszczonych w bazach w miastach: Bangasoou, Bria, Bamingui-Bangoran, Bossangoa, Boda, Bouar, Berberati oraz w kwaterze głównej w Bangi. Docelowo w skład misji ma wchodzić 12 tys. żołnierzy. Żołnierze afrykańscy służący uprzednio pod auspicjami MISCA, z wyjątkiem żołnierzy z Konga i Gwinei Równikowej, którzy opuścili Republikę Środkowoafrykańską, przeszło pod zarząd misji MINUSCA.